# Epirrhoe seraphimae
Epirrhoe seraphimae là một loài bướm đêm trong họ Geometridae.